# Неортодоксальная
Неортодоксальная (англ. Unorthodox) — немецко-американский мини-сериал, дебютировавший на Netflix 26 марта 2020, вдохновлённый автобиографией Деборы Фельдман 2012 года «Unorthodox: скандальный отказ».

## Сюжет
Эсти, 19-летняя еврейка, несчастливо живёт в законном браке среди ультраортодоксальной общины в Уильямсбурге, Бруклин, Нью-Йорк. Она убегает в Берлин, где живёт её мать, и пытается построить новую жизнь вне своей общины и отвергая все убеждения, с которыми она выросла. Муж Эсти, узнав, что она беременна, едет в Берлин вместе со своим двоюродным братом по приказу их раввина, чтобы попытаться найти её.

## Актёрский состав
| Актёр             | Персонаж               |
| ----------------- | ---------------------- |
| Шира Хаас         | Эстер «Эсти» Шапиро    |
| Амит Рахав        | Яков «Янки» Шапиро     |
| Джефф Вильбуш     | Мойше Левкович         |
| Алекс Рид         | Лия Мандельбаум        |
| Ронит Ашери       | Малка Шварц            |
| Гера Сэндлер      | Мордехай Шварц         |
| Дина Дорон        | бабушка Эсти («Бабби») |
| Аарон Альтарас    | Роберт                 |
| Тамар Амит-Джозеф | Яэль Рубени            |
| Азиз Дьяб         | Салим                  |
| Дэвид Мандельбаум | Зейди                  |
| Делия Майер       | Мириам Шапиро          |
| Феликс Майр       | Майк                   |
| Эли Розен         | Рабби Йоселе           |
| Сафиназ Саттар    | Дасия                  |
| Лэнгстон Либель   | Аксмед                 |
| Изабель Шошни     | Нина Декер             |
| Лора Бекнер       | Вивиан Дропкин         |
| Харви Фридман     | Симха Шапиро           |
| Ленн Кудрявицкий  | Игорь                  |
| Юсеф «Джо» Свейд  | Карим Нури             |

## Эпизоды
| Серия | Название | Режиссёр     | Автор сценария                  | оригинальная дата выхода |
| --- | -------- | ------------ | ------------------------------- | ------------------------ |
| 1 | Часть 1  | Мария Шрадер | Анна Вингер                     | 26 Марта 2020            |
| В субботу 19-летняя Эсти Шапиро, ортодоксальная замужняя еврейка, бежит из своего дома в Уильямсбурге, бруклинском районе Нью-Йорка, взяв с собой паспорт и немного денег. Она садится на самолёт до Берлина, где живёт её мать. Когда Эсти прилетела в Берлин, её матери не оказалось дома. Эсти отправляется в кофейню, где встречает Роберта, молодого человека, заказывающего много кофе. Она помогает ему отнести кофе друзьям, которые ждут его в соседней музыкальной консерватории, где они учатся. Эсти пробралась на их репетицию и услышала музыку, которая глубоко тронула её. После репетиции она попросила ребят взять её с ними на пляж. На пляже Эсти сняла с себя шейтель, купаясь в воде, обнажив свои коротко остриженные волосы. |          |              |                                 |                          |
| 2 | Часть 2  | Мария Шрадер | Алекса Каролинский, Анна Вингер | 26 Марта 2020            |
| Уборщица, которая работает в консерватории, обнаруживает спящую в оранжерее Эсти. Затем девушку замечает преподаватель, он предлагает ей подать заявление на получение стипендии для талантливых молодых музыкантов, которые находятся в трудных жизненных условиях. Эсти решает побороться за право учиться в консерватории и рассказывает об этом своим новым друзьям. Ребята просят её исполнить музыкальную композицию. Одна из новых знакомых жёстко высказывается о музыкальных навыках Эсти, после чего девушка в слезах покидает общежитие. Янки и его двоюродный брат Мойше прилетают в Берлин, чтобы попытаться вернуть Эсти. |          |              |                                 |                          |
| 3 | Часть 3  | Мария Шрадер | Анна Вингер, Алекса Каролинский | 26 Марта 2020            |
| Эсти решает отозвать свою заявку на стипендию, но женщина, которая обработала её заявку, убеждает девушку продолжить. Вечером Эсти идет в клуб, чтобы увидеть выступление Яэль. Там её замечает Мойше, которому удалось выследить Эсти. Девушка уходит с Робертом прежде, чем Мойше успевает встретиться с ней. В ретроспективе брак Эсти начинает рушиться почти сразу же, как только он начинается, поскольку она не может заниматься сексом с Янки, потому что ей больно. В конце концов она узнаёт, что страдает вагинизмом. После серьёзной ссоры с Янки Эсти убеждает его продолжить секс с ней, несмотря на ужасную боль |          |              |                                 |                          |
| 4 | Часть 4  | Мария Шрадер | Алекса Каролинский, Анна Вингер | 26 Марта 2020            |
| Мойше удаётся поймать и напугать Эсти. В отчаянии Эсти наконец связывается со своей матерью, которая обещает поддержать её вместе с ребёнком. Эсти решает пройти на прослушивание, меняя свою дисциплину с фортепиано на вокал. После прослушивания к ней подходит Янки, умоляя её вернуться домой, обещая измениться. Эсти говорит ему, что уже слишком поздно что-то менять, и уходит, чтобы начать новую жизнь. |          |              |                                 |                          |

## Производство
Основано на автобиографии Деборы Фельдман, ортодоксальной еврейки, которая отказалась от своих хасидских корней. В сериале происходит переключение языка с английского на идиш и немецкий. Сериал был написан Анной Вингер и Алексой Каролински, режиссёром Марией Шрадер, продюсером Каролински и снят в Берлине.
Неортодоксальная — это первый сериал Netflix, в котором говорят в основном на идише.
Фельдман обратилась к писателям Вингер и Каролински с просьбой превратить её автобиографию в телесериал. Они взялись за этот проект отчасти потому, что история переплеталась с несколькими темами, представляющими взаимный интерес, особенно с проблемами еврейства в Германии. Вингер сказал, что эта история «имеет своего рода удвоение истории», изображая еврейского персонажа, который выходит из «пределов своей собственной жизни», возвращаясь «к источнику травмы своей общины». Поскольку Фельдман — общественный деятель, сценаристы отклонились от её жизни в вымышленных берлинских эпизодах, но основали воспоминания по книге.
Съёмочная группа сделала две исследовательские поездки в Бруклинский район Уильямсбурга, осматривая здания и встречаясь с общиной евреев Сатмара, где разворачивается часть истории.
Съёмки начались в Нью-Йорке, а затем переместились в Берлин, где художники-постановщики построили внутренние декорации в CCC Filmstudios, которые синхронизировались с бруклинскими экстерьерами. Берлинские локации включают Потсдамскую площадь, которая служила декорацией для музыкальной академии и окрестностей, и озеро Ванзее (Großer Wannsee).
Дизайнеры костюмов создали декорации, отражающие наши дни. Двухдневная съемка свадьбы была сложной сценой, в которой участвовало около сотни статистов, они должны были точно изобразить нюансы культурного торжества.